# Jack Durán
Jack Kevin Durán Abán (Lima, Provincia de Lima, Perú, 8 de diciembre de 1991) es un futbolista peruano. Juega como extremo derecho y su equipo actual es Deportivo Binacional de la Liga 1 de Perú.

## Trayectoria
En el 2024 fichó por Juan Pablo II College para afrontar la Liga 2 2024. A final de temporada logró el ansiado ascenso a la Liga 1, siendo subcampeón del torneo. En la temporada jugó un total de 22 partidos y anotó 3 goles.

## Clubes
| Club                      | País | Año         |           |
| ------------------------- | ---- | ----------- | --------- |
| Alianza Lima              | Perú | 2011        |           |
| Universidad de San Martín | Perú | 2012 - 2013 |           |
| José Gálvez               | Perú | 2013 - 2014 |           |
| Deportivo Delusa          | Perú | 2015        |           |
| Racing de Huamachuco      | Perú | 2016        |           |
| Deportivo Binacional      | Perú | 2017        |           |
| Alfonso Ugarte            | Perú | 2018        |           |
| Alianza Universidad       | Perú | 2018-2021   |           |
| Cienciano                 | Perú | 2022        |           |
| Deportivo Binacional      | Perú |             | 2022-2023 |
| Juan Pablo II College     |      | 2023-2025   |           |
| Alianza Universidad       |      | 2025        |           |

## Palmarés

### Campeonatos nacionales
| Título             | Club         | País | Año  |
| ------------------ | ------------ | ---- | ---- |
| Torneo de Reservas | Alianza Lima | Perú | 2011 |

### Distinciones individuales
| Distinción                                                                             | Año  |
| -------------------------------------------------------------------------------------- | ---- |
| Incluido en el equipo ideal de la Copa Perú según el portal periodístico DeChalaca.com | 2016 |
| Mejor jugador de la Copa Perú                                                          | 2016 |
| Incluido en el equipo ideal de la Copa Perú según el portal periodístico DeChalaca.com | 2017 |
| Mejor jugador de la Copa Perú                                                          | 2017 |
| Incluido en el equipo ideal de la Copa Perú según el portal periodístico DeChalaca.com | 2018 |
| Mejor jugador de la Copa Perú                                                          | 2018 |